# Polnischer Fußballpokal 2013/14
Der Puchar Polski 2013/14 war die 60. Ausspielung des polnischen Pokalwettbewerbs. Er begann am 13. Juli 2013 mit den Vorrundenspielen und endete am 2. Mai 2014 mit dem Finale im Stadion Narodowy in Warschau.
Pokalsieger Zawisza Bydgoszcz gewann den Titel zum ersten Mal in der Vereinsgeschichte und qualifizierte sich für die Teilnahme an der 2. Qualifikationsrunde der Europa League 2014/2015. Endspielgegner Zagłębie Lubin verpasste auch bei seiner dritten Finalteilnahme den Pokalsieg.
Titelverteidiger Legia Warschau schied im Achtelfinale gegen Górnik Zabrze aus.

## Teilnehmende Mannschaften
Für die Hauptrunde waren 86 Mannschaften qualifiziert:
| Ekstraklasa 16 Vereine der Saison 2012/13 | 1. Liga 18 Vereine der Saison 2012/13 | 2. Liga 36 Mannschaften der Saison 2012/13 | 2. Liga 36 Mannschaften der Saison 2012/13 | 16 regionale Pokalsieger der Woiwodschaften der Saison 2012/13 |
| Legia Warschau (TV) Lech Posen Śląsk Wrocław Piast Gliwice Górnik Zabrze Polonia Warschau Wisła Krakau Lechia Gdańsk Zagłębie Lubin Jagiellonia Białystok Korona Kielce Pogoń Szczecin Widzew Łódź Podbeskidzie Bielsko-Biała Ruch Chorzów GKS Bełchatów | Zawisza Bydgoszcz KS Cracovia Termalica Bruk-Bet Nieciecza Flota Świnoujście Arka Gdynia GKS Tychy Dolcan Ząbki Miedź Legnica Olimpia Grudziądz GKS Katowice Kolejarz Stróże Górnik Łęczna OKS Stomil Olsztyn Sandecja Nowy Sącz Okocimski KS Brzesko Warta Posen Polonia Bytom ŁKS Łódź | Gruppe Ost Wisła Płock Puszcza Niepołomice Pelikan Łowicz Resovia Rzeszów Wisła Puławy Olimpia Elbląg Radomiak Radom Pogoń Siedlce Znicz Pruszków Stal Stalowa Wola Unia Tarnów Stal Rzeszów Wigry Suwałki Garbarnia Krakau Motor Lublin Siarka Tarnobrzeg Świt Nowy Dwór Mazowiecki Concordia Elbląg | Gruppe West Energetyk ROW Rybnik Chojniczanka Chojnice Bytovia Bytów Zagłębie Sosnowiec MKS Kluczbork KS Polkowice Chrobry Głogów Rozwój Katowice Jarota Jarocin Raków Częstochowa Gryf Wejherowo Górnik Wałbrzych Calisia Kalisz Tur Turek Ruch Zdzieszowice MKS Oława Elana Toruń Lech Rypin | GKS Wikielec (WN) Sokół Kleczew (WP) KSZO Ostrowiec Świętokrzyski (SK) Stal Sanok (PK) KS Tymbark (MA) Włocłavia Włocławek (KP) Formacja Port 2000 Mostki (LB) Hetman Zamość (LU) Lechia Tomaszów Mazowiecki (LD) Ursus Warschau (MZ) Czarni II Rokitki (DS) Odra Opole (OP) ŁKS 1926 Łomża (PD) Cartusia Kartuzy (PM) Skra II Częstochowa (SL) Bałtyk Koszalin (ZP) |

## Auslosung und Spieltermine

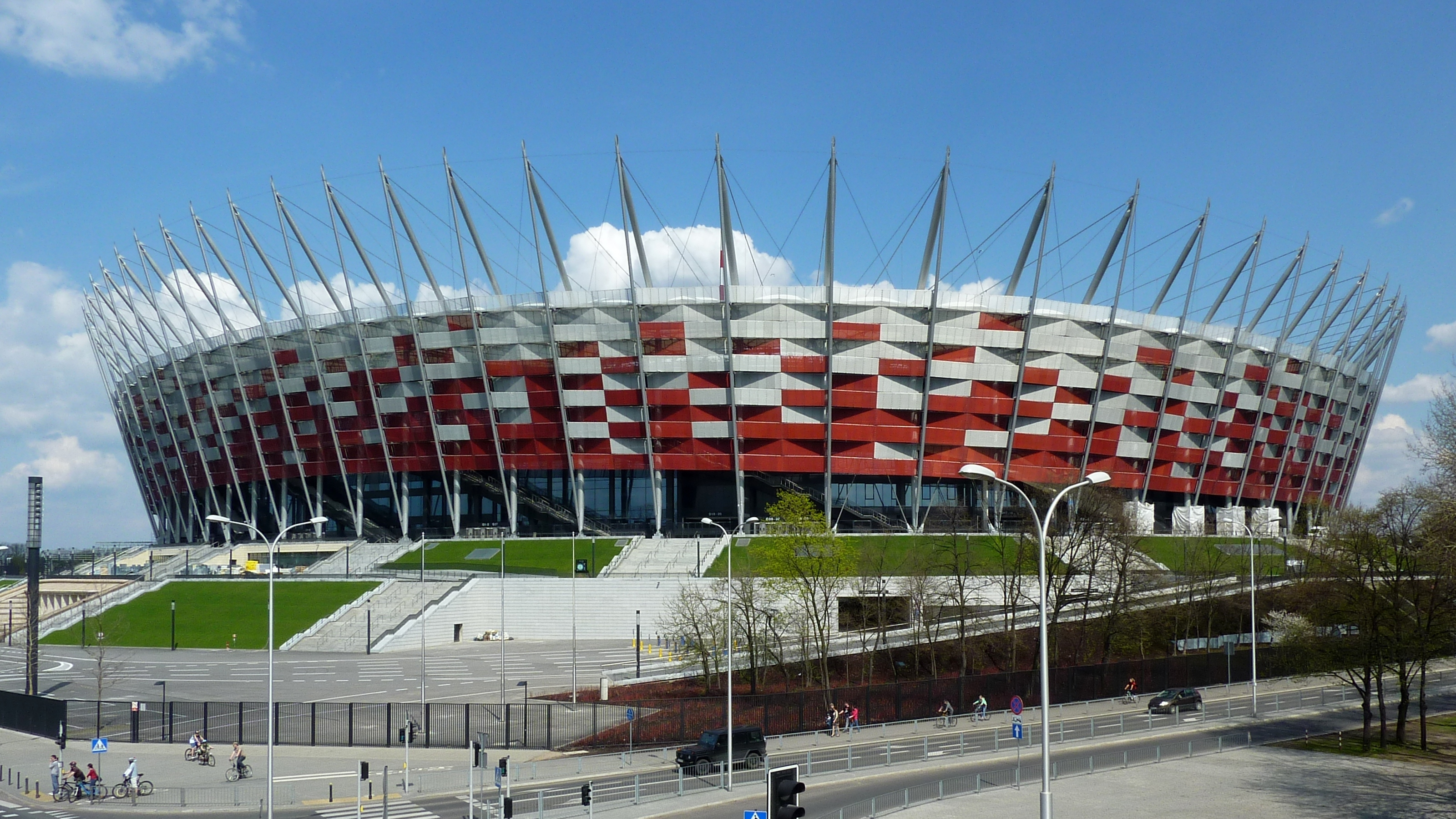
Das Stadion Narodowy in Warschau, Austragungsort des Finales am 2. Mai 2014

| Runde                            | Auslosung     | 1. Spiel                                  | 2. Spiel                                  |
| -------------------------------- | ------------- | ----------------------------------------- | ----------------------------------------- |
| Ausscheidungsspiele zur Vorrunde | 14. Juni 2013 | 13. Juli 2013                             | —                                         |
| Vorrunde                         | 14. Juni 2013 | 17. Juli 2013                             | —                                         |
| 1. Runde                         | 14. Juni 2013 | 24. Juli 2013                             | —                                         |
| 2. Runde                         | 25. Juli 2013 | 16. und 17. August 2013                   | —                                         |
| Achtelfinale                     | k. A.         | 22. September 2013                        | —                                         |
| Viertelfinale                    | k. A.         | 18. und 19. März 2014                     | 25. und 26. März 2014                     |
| Halbfinale                       | k. A.         | 8. und 9. April 2014                      | 15. und 16. April 2014                    |
| Finale                           | —             | 2. Mai 2014 im Stadion Narodowy, Warschau | 2. Mai 2014 im Stadion Narodowy, Warschau |

## Ausscheidungsspiele zur Vorrunde
Die Ausscheidungsspiele zur Vorrunde fanden am 9., 13. und 14. Juli 2013 mit den 16 regionalen Pokalsiegern aus den Woiwodschaften und 36 Vereinen der 2. Liga statt.
| Datum      |                              | Ergebnis              |                           |
| ---------- | ---------------------------- | --------------------- | ------------------------- |
| 09.07.2013 | Hetman Zamość                | 1:0                   | MKS Oława                 |
| 13.07.2013 | Cartusia Kartuzy             | 0:0 n. V. (3:5 i. E.) | Wigry Suwałki             |
| 13.07.2013 | Lechia Tomaszów Mazowiecki   | 2:1                   | MKS Kluczbork             |
| 13.07.2013 | KS Tymbark                   | 10:3 1                | Calisia Kalisz            |
| 13.07.2013 | KSZO Ostrowiec Świętokrzyski | 0:2                   | Pelikan Łowicz            |
| 13.07.2013 | ŁKS 1926 Łomża               | 13:0 2                | Radomiak Radom            |
| 13.07.2013 | Formacja Port 2000 Mostki    | 0:1                   | Raków Częstochowa         |
| 13.07.2013 | Włocłavia Włocławek          | 1:3                   | Chojniczanka Chojnice     |
| 13.07.2013 | Elana Toruń                  | 0:1                   | Motor Lublin              |
| 13.07.2013 | Ruch Zdzieszowice            | 1:2                   | Siarka Tarnobrzeg         |
| 13.07.2013 | Wisła Puławy                 | 1:3                   | Pogoń Siedlce             |
| 13.07.2013 | Bytovia Bytów                | 2:3                   | Gryf Wejherowo            |
| 13.07.2013 | Ursus Warschau               | 2:0                   | Jarota Jarocin            |
| 13.07.2013 | Sokół Kleczew                | 2:0                   | Wisła Płock               |
| 13.07.2013 | GKS Wikielec                 | 2:4                   | Garbarnia Krakau          |
| 13.07.2013 | Skra II Częstochowa          | 2:1                   | Górnik Wałbrzych          |
| 13.07.2013 | Stal Sanok                   | 1:1 n. V. (0:2 i. E.) | Puszcza Niepołomice       |
| 13.07.2013 | Czarni II Rokitki            | 2:4                   | Stal Stalowa Wola         |
| 13.07.2013 | Odra Opole                   | 2:2 n. V. (4:2 i. E.) | Energetyk ROW Rybnik      |
| 13.07.2013 | Bałtyk Koszalin              | 13:0 3                | Resovia Rzeszów           |
| 13.07.2013 | Lech Rypin                   | 13:0 4                | Tur Turek                 |
| 13.07.2013 | Olimpia Elbląg               | 1:4                   | Chrobry Głogów            |
| 13.07.2013 | Znicz Pruszków               | 13:0 5                | Unia Tarnów               |
| 13.07.2013 | Rozwój Katowice              | 4:2 n. V.             | Świt Nowy Dwór Mazowiecki |
| 13.07.2013 | Zagłębie Sosnowiec           | 2:0                   | Concordia Elbląg          |
| 14.07.2013 | KS Polkowice                 | 2:0                   | Stal Rzeszów              |

## Vorrunde
Die Vorrundenspiele fanden am 17. Juli 2013 statt. Gryf Wejherowo und Zagłębie Sosnowiec erhielten ein Freilos für die erste Runde.
| Datum      |                            | Ergebnis              |                       |
| ---------- | -------------------------- | --------------------- | --------------------- |
| 17.07.2013 | Hetman Zamość              | 1:1 n. V. (4:5 i. E.) | Rozwój Katowice       |
| 17.07.2013 | Wigry Suwałki              | 1:0                   | Znicz Pruszków        |
| 17.07.2013 | Lechia Tomaszów Mazowiecki | 2:1 n. V.             | Chrobry Głogów        |
| 17.07.2013 | Calisia Kalisz             | 0:3                   | Lech Rypin            |
| 17.07.2013 | Bałtyk Koszalin            | 2:3                   | Pelikan Łowicz        |
| 17.07.2013 | ŁKS 1926 Łomża             | 2:3 n. V.             | Odra Opole            |
| 17.07.2013 | Stal Stalowa Wola          | 2:0                   | Raków Częstochowa     |
| 17.07.2013 | Puszcza Niepołomice        | 2:0                   | Chojniczanka Chojnice |
| 17.07.2013 | Skra II Częstochowa        | 1:0                   | Motor Lublin          |
| 17.07.2013 | Garbarnia Krakau           | 1:2                   | Siarka Tarnobrzeg     |
| 17.07.2013 | Sokół Kleczew              | 1:1 n. V. (0:2 i. E.) | KS Polkowice          |
| 17.07.2013 | Ursus Warschau             | 1:0                   | Pogoń Siedlce         |

## 1. Runde
Die Spiele der 1. Runde fanden am 23. und 24. Juli 2013 statt. Es nahmen die Gewinner der Vorrundenspiele sowie Gryf Wejherowo und Zagłębie Sosnowiec, die ein Freilos hatten, teil. Hinzu kamen die 18 Mannschaften der 1. Liga.
| Datum      |                            | Ergebnis              |                              |
| ---------- | -------------------------- | --------------------- | ---------------------------- |
| 23.07.2013 | Lech Rypin                 | 0:2                   | Zawisza Bydgoszcz            |
| 23.07.2013 | Pelikan Łowicz             | 1:2                   | Arka Gdynia                  |
| 23.07.2013 | Siarka Tarnobrzeg          | 2:0                   | Kolejarz Stróże              |
| 23.07.2013 | ŁKS Łódź                   | 0:3                   | Termalica Bruk-Bet Nieciecza |
| 23.07.2013 | Gryf Wejherowo             | 2:0                   | Dolcan Ząbki                 |
| 23.07.2013 | Odra Opole                 | 0:4                   | Miedź Legnica                |
| 24.07.2013 | Rozwój Katowice            | 0:0 n. V. (4:2 i. E.) | OKS Stomil Olsztyn           |
| 24.07.2013 | Lechia Tomaszów Mazowiecki | 1:2                   | GKS Tychy                    |
| 24.07.2013 | Stal Stalowa Wola          | 1:0                   | Cracovia                     |
| 24.07.2013 | Puszcza Niepołomice        | 2:0                   | Okocimski KS Brzesko         |
| 24.07.2013 | KS Polkowice               | 0:3                   | Flota Świnoujście            |
| 24.07.2013 | Ursus Warschau             | 1:0                   | Górnik Łęczna                |
| 24.07.2013 | Skra II Częstochowa        | 0:2                   | Olimpia Grudziądz            |
| 24.07.2013 | Polonia Bytom              | 1:2                   | Sandecja Nowy Sącz           |
| 24.07.2013 | Wigry Suwałki              | 0:2                   | GKS Katowice                 |
| 24.07.2013 | Zagłębie Sosnowiec         | 4:1                   | Warta Posen                  |

## 2. Runde
Die Spiele der 2. Runde fanden am 16. und 17. August 2013 statt. Es nahmen die 16 Gewinner der 1. Runde teil. Hinzu kamen die 16 Mannschaften der Ekstraklasa.
| Datum      |                              | Ergebnis              |                            |
| ---------- | ---------------------------- | --------------------- | -------------------------- |
| 16.08.2013 | Zagłębie Sosnowiec           | 0:4                   | Wisła Kraków               |
| 16.08.2013 | GKS Katowice                 | 2:1 n. V.             | Podbeskidzie Bielsko-Biała |
| 17.08.2013 | GKS Bełchatów                | 0:2                   | Górnik Zabrze              |
| 17.08.2013 | Stal Stalowa Wola            | 1:3 n. V.             | Śląsk Wrocław              |
| 17.08.2013 | Siarka Tarnobrzeg            | 0:2                   | Lechia Gdańsk              |
| 17.08.2013 | Rozwój Katowice              | 0:3                   | Legia Warschau             |
| 17.08.2013 | Polonia Warschau             | 0:3                   | Korona Kielce              |
| 17.08.2013 | Gryf Wejherowo               | 1:3                   | GKS Tychy                  |
| 17.08.2013 | Sandecja Nowy Sącz           | 4:2                   | Flota Świnoujście          |
| 17.08.2013 | Olimpia Grudziądz            | 0:3                   | Miedź Legnica              |
| 17.08.2013 | Pogoń Szczecin               | 1:3                   | Zawisza Bydgoszcz          |
| 18.08.2013 | Termalica Bruk-Bet Nieciecza | 0:4                   | Lech Posen                 |
| 18.08.2013 | Puszcza Niepołomice          | 0:3                   | Jagiellonia Białystok      |
| 18.08.2013 | Ursus Warschau               | 0:1                   | Widzew Łódź                |
| 18.08.2013 | Arka Gdynia                  | 3:2 n. V.             | Ruch Chorzów               |
| 18.08.2013 | Piast Gliwice                | 0:0 n. V. (4:5 i. E.) | Zagłębie Lubin             |

## Achtelfinale
| Datum      |                    | Ergebnis              |                       |
| ---------- | ------------------ | --------------------- | --------------------- |
| 16.10.2013 | GKS Katowice       | 0:1                   | Zawisza Bydgoszcz     |
| 21.10.2013 | Śląsk Wrocław      | 0:1                   | Jagiellonia Białystok |
| 22.10.2013 | Wisła Kraków       | 0:1                   | Lechia Gdańsk         |
| 23.10.2013 | GKS Tychy          | 0:1                   | Zagłębie Lubin        |
| 05.11.2013 | Arka Gdynia        | 5:1                   | Korona Kielce         |
| 06.11.2013 | Miedź Legnica      | 2:0                   | Lech Posen            |
| 07.11.2013 | Sandecja Nowy Sącz | 2:2 n. V. (5:4 i. E.) | Widzew Łódź           |
| 18.12.2013 | Górnik Zabrze      | 3:1                   | Legia Warschau        |

## Viertelfinale
Die Spiele werden in Hin- und Rückspielen ausgetragen. Die Hinspiele finden am 18. und 19. März 2014, die Rückspiele am 25. und 26. März 2014 statt.
| Datum          |                       | Gesamt |                    | Hinspiel | Rückspiel |
| -------------- | --------------------- | ------ | ------------------ | -------- | --------- |
| 11./26.03.2014 | Zagłębie Lubin        | 7:0    | Sandecja Nowy Sącz | 2:0      | 5:0       |
| 12./25.03.2014 | Jagiellonia Białystok | 3:2    | Lechia Gdańsk      | 2:1      | 1:1       |
| 18./26.03.2014 | Zawisza Bydgoszcz     | 5:1    | Górnik Zabrze      | 2:1      | 3:0       |
| 19./25.03.2014 | Arka Gdynia           | 4:3    | Miedź Legnica      | 1:1      | 3:2 n. V. |

## Halbfinale
Die Hinspiele fanden am 8. und 9. April, die Rückspiele am 15. und 16. April 2014 statt.
| Datum          |                       | Gesamt |                   | Hinspiel | Rückspiel |
| -------------- | --------------------- | ------ | ----------------- | -------- | --------- |
| 08./16.04.2014 | Zagłębie Lubin        | 3:0    | Arka Gdynia       | 3:0      | 0:0       |
| 09./15.04.2014 | Jagiellonia Białystok | 1:3    | Zawisza Bydgoszcz | 0:2      | 1:1       |

## Finale
| Zagłębie Lubin                               | Zagłębie Lubin | Zawisza Bydgoszcz | Zawisza Bydgoszcz |
| -------------------------------------------- | --- | --- | ----------------- |
| Zagłębie Lubin                               | \| 2. Mai 2014 in Warschau (Stadion Narodowy) \| \| Ergebnis: 0:0 n. V., 5:6 i. E. \| \| Zuschauer: 37.120 \| \| Schiedsrichter: Jarosław Przybył (Kluczbork) \| | \| 2. Mai 2014 in Warschau (Stadion Narodowy) \| \| Ergebnis: 0:0 n. V., 5:6 i. E. \| \| Zuschauer: 37.120 \| \| Schiedsrichter: Jarosław Przybył (Kluczbork) \|                                                                                       | Zawisza Bydgoszcz |
| Zagłębie Lubin                               | Silvio Rodić – Bartosz Rymaniak, Jiří Bílek, Elvedin Džinič, Đorđe Čotra – Ľubomír Guldan, Manuel Curto (101. Sebastian Bonecki), David Abwo (110. Adrian Błąd), Aleksander Kwiek (110. Miłosz Przybecki) – Pawel Widanow, Arkadiusz Piech Cheftrainer: Orest Lenczyk | Wojciech Kaczmarek – Igor Lewczuk, André Micael, Łukasz Nawotczyński, Sebastian Ziajka – Sebastian Dudek, Kamil Drygas, Luis Carlos, Jakub Wójcicki (111. Alvarinho) – Piotr Petasz (86. Jorge Kadu), Wahan Geworgian Cheftrainer: Ryszard Tarasiewicz | Zawisza Bydgoszcz |
| Zagłębie Lubin                               | Elfmeterschießen | | Zawisza Bydgoszcz |
| Zagłębie Lubin                               | 1:0 Jiří Bílek 2:0 Arkadiusz Piech 3:1 Adrian Błąd 0 Đorđe Čotra 4:3 Pawel Widanow 5:4 Ľubomír Guldan 0 Sebastian Bonecki | 0 Sebastian Dudek 2:1 Kamil Drygas 3:2 Jorge Kadu 3:3 Alvarinho 4:4 Wahan Geworgian 5:5 Luis Carlos 5:6 Igor Lewczuk | Zawisza Bydgoszcz |
| Zagłębie Lubin                               | André Micael, Piotr Petasz, Jorge Kadu | | Zawisza Bydgoszcz |
| 2. Mai 2014 in Warschau (Stadion Narodowy)   | | |                   |
| Ergebnis: 0:0 n. V., 5:6 i. E.               | | |                   |
| Zuschauer: 37.120                            | | |                   |
| Schiedsrichter: Jarosław Przybył (Kluczbork) | | |                   |

## Beste Torschützen
Nachfolgend sind die besten Torschützen des Polnischen Fußballpokals 2013/14 aufgeführt. Die Sortierung erfolgt nach Anzahl ihrer Treffer, bei gleicher Toranzahl alphabetisch.
| \| Rang \| Spieler \| Verein \| Tore \| \| ---- \| --------------- \| -------------- \| ---- \| \| 1 \| Arkadiusz Piech \| Zagłębie Lubin \| 5 \| |                 |                |      |
| Rang | Spieler         | Verein         | Tore |
| 1 | Arkadiusz Piech | Zagłębie Lubin | 5    |